# 10 (minissérie)
10 é uma minissérie de suspense que foi exibido no final de 2010 na TSR1. A história se passa às vésperas do ano novo na cidade de Genebra e é narrada ao longo de dez dias, sendo que cada dia é um episódio, e acompanha dez pessoas em uma mesa de pôquer. O vencedor levará meio milhão de francos suíços. A série estreou no Eurochannel no dia 26 de janeiro de 2014.

## Elenco
- Jérôme Robart – Vincent, um dos organizadores do jogo, é dono de uma empresa de informática.
- Natacha Koutchoumov – Marie, responsável por uma galeria de arte.
- Philippe Mathey – Simon, um professor de pôquer.
- Paulo Dos Santos – Manuel, é irmão de Vincent e também um dos organizadores do jogo, ele é um enfermeiro tímido que sofre de gagueira.
- Séverine Bujard – Birgit, funcionária aposentada do Ministério do Interior.
- Alice Rey – Julie, uma atriz
- Bastien Semenzato – Mathieu, um programador de computador.
- Bruno Todeschini – Patrick Meyer, jogador profissional de pôquer.
- Moussa Maaskri – Eldin, personagem de profissão incerta.
- Sifan Shao – Zhou, adido cultural da Embaixada da China.
- Martin Rapold – Koller, inspetor que monitora secretamente o jogo.
- Sophie Lukasik – Clara, também monitora secretamente o jogo e é diretora do departamento de recursos humanos de uma empresa farmacêutica.
- Rachel Gordy – Violette
- Isabelle Caillat – Rosa

## Prêmios
| Ano  | Prêmio                                   | Categoria                 | Resultado |
| ---- | ---------------------------------------- | ------------------------- | --------- |
| 2010 | Festival de la fiction TV de La Rochelle | Melhor série de televisão | Venceu    |